# Квинт Курий
Квинт Курий (на латински: Quintus Curius) e римски сенатор, квестор през 1 век пр.н.е. Той е съ-заговорник с приятеля си Катилина.

## Биография
Произлиза от фамилията Курии.
През 71 пр.н.е. той е квестор и кандидат за консул през 64 пр.н.е. През 63 пр.н.е. участва в Заговора на Катилина.
Той е известен с метресата си Фулвия, която през 63 пр.н.е. предава съобщения за заговора на консула Марк Тулий Цицерон. Вероятно умира през 63 пр.н.е. или отива в Британия (един Курий е екзекутиран в Британия по заповед на Гней Домиций Ахенобарб).